# Крутовское сельское поселение (Ливенский район)
Кру́товское се́льское поселе́ние — муниципальное образование в Ливенском районе Орловской области России.
Создано в 2004 году в границах одноимённого сельсовета. Административный центр — село Крутое.

## География
Расположено северо-западнее города Ливны
Сельское поселение расположено в устье реки Труды впадающей в Сосну и вытянуто вдоль автодороги Ливны — Орёл.
Местность имеет уклон от северо-запада на юго-восток с перепадом высот над уровнем моря со 198 м до 130 м — берег реки Сосны. 

Протяжённость с юга на север составляет 17 км, с востока на запад 9 км. 

Общая площадь составляет 7793,65 га.
Крутовское поселение на северо-западе граничит с Верховским районом Орловской области, а на северо-востоке, по реке Труды, со Здоровецким сельским поселением. На юго-западе и юге, по реке Сосне, поселение граничит с Речицким и Коротышским сельскими поселениями, а на юго-востоке примыкает к городской черте Ливен.
Водные ресурсы состоят из рек Сосна, Труды с притоками, нескольких небольших прудов.

## Население
| 2010  | 2012  | 2013  | 2014  | 2015  | 2016  | 2017  |
| ----- | ----- | ----- | ----- | ----- | ----- | ----- |
| 5907  | ↘5830 | ↘5826 | ↗5840 | ↘5784 | ↘5733 | ↘5671 |
| 2018  | 2019  | 2020  | 2021  | 2023  |       |       |
| ↘5651 | ↘5570 | ↘5552 | ↘5118 | ↘5006 |       |       |

## Населённые пункты
В состав сельского поселения (сельсовета) входят 7 населённых пунктов:206-208:
| № | Населённый пункт | Тип     | Население (чел.) |
| - | ---------------- | ------- | ---------------- |
| 1 | Дубки            | посёлок | →349             |
| 2 | Крутое           | село    | ↘1343            |
| 3 | Моногарово       | деревня | ↘378             |
| 4 | Набережный       | посёлок | ↗1159            |
| 5 | Ровнечик         | посёлок | 26               |
| 6 | Сахзаводской     | посёлок | ↗2627            |
| 7 | Шилово           | деревня | 25               |

## История, культура и достопримечательности
Село Крутое по писцовым книгам известно с начала XVII века. Остальные населённые пункты образованы заметно позже. Самым молодым из них является посёлок Сахзаводский, возникший одновременно со строительством Сахарного завода в конце 50-х годов XX века:75.
Из достопримечательностей сельского поселения наиболее интересным ещё недавно являлся Моногаровский фруктовый сад:221. В настоящее время он заброшен и частично вырублен.

## Экономика
Имеется три крупных хозяйствующих субъекта. Это СПК «Крутовское» (с. Крутое, п. Ровнечик, д. Шилово), АО Агрофирма «Ливенское мясо» — комплекс КРС и откормочный комплекс свиней (п. Сахзаводской, п. Набережный) и ОАО «Моногаровское» (п. Дубки, д. Моногарово):221.

## Инфраструктура
На территории сельского поселения находится две средних школы, детский сад, медицинский пункт, фельдшерско-акушерский пункт, отделение связи, 4 Дома культуры (п. Набережный, п. Дубки, с. Крутое, п. Сахзаводской) и 4 библиотеки (п. Набережный, д. Моногарово, с. Крутое, п. Сахзаводской).

## Транспорт и связь
Населенные пункты поселения связаны между собой и районным центром, Ливнами, шоссейными дорогами. В качестве общественного транспорта, по состоянию на 2017 год, существует только маршрутное такси.
В Крутовском сельском поселении работают 4 сотовых оператора Орловской области:
- МТС
- Билайн, компания Вымпел-Регион
- Мегафон, компания ЗАО Соник дуо
- TELE2

## Администрация
Администрация сельского поселения находится в селе Крутое, ул. Комсомольская, д.1

Её главой является — Ерёмин Петр Иванович.